# SL X10p
SL X10p is een serie smalsporige motorwagens voor het lokale openbaar vervoer in de stadsgewest Roslagen en vervolgens op de L-netwerk Roslagsbanan